# Bachanaj
Il Bachanaj o Bachynaj (in russo Баханай, Бахынай?; in lingua sacha: Баахынай, Baachynaj) è un fiume della Russia siberiana orientale, affluente di sinistra della Lena. Scorre nel Žiganskij ulus della Sacha (Jacuzia).
Il fiume ha origine da un lago in una zona paludosa del Bassopiano della Jacuzia centrale, scorre in direzione sud-orientale e a metà corso svolta verso nord, parallelo alla Lena dove sfocia a 835 km dalla sua foce,1 km a sud della foce del fiume Taryn-Jurjach. La lunghezza del Bachanaj è di 250 km, l'area del suo bacino è di 2 930 km². Lungo il suo basso corso si trova l'omonimo villaggio di Bachanaj.